# Żeglarstwo na Letnich Igrzyskach Olimpijskich 1900 – 1–2 t (wyścig I)
Klasa 1–2 t (wyścig I) był jednym z wyścigów żeglarskich rozgrywanych podczas II Letnich Igrzysk Olimpijskich w Paryżu. Zawody odbyły się 22 maja 1900 r.
W klasie 1–2 t rozegrano dwa wyścigi olimpijskie, w każdym z nich przyznano osobne medale olimpijskie.
W zawodach wzięło udział osiem jachtów z trzech krajów. Niestety nie są znane pełne składy ekip.

## Wyniki
| Pozycja | Sternik (państwo)    | Załoga                                         | Nazwa jachtu | Waga | Czas rzeczywisty | Handicap | Czas    | Nagroda (FF) |
| ------- | -------------------- | ---------------------------------------------- | ------------ | ---- | ---------------- | -------- | ------- | ------------ |
|         | Hermann de Pourtalès | Hélène de Pourtalès Bernard de Pourtalès       | Lérina       | 2.0  | 1:47:10          | 28:22    | 2:15:32 | 1500         |
|         | F. Vilamitjana       | Auguste Albert Duval Charles Hugo              | Marthe       | 1.8  | 1:50:50          | 26:39    | 2:17:29 | 800          |
|         | Jacques Baudier      | Lucien Baudier Mantois Dusbosq Edouard Mantois | Nina-Claire  | ?    | 2:00:42          | 25:46    | 2:26:28 | 500          |
| 4.      | Eugène Laverne       | Henri Laverne                                  | Amulet       | 1.9  | 2:00:42          | 27:33    | 2:26:56 | 250          |
| 5.      | Marcel Moisand       | b.d                                            | Ducky        | 2.0  | 2:02:52          | 28:22    | 2:31:14 | 150          |
| 6.      | Warenhorst           | b.d                                            | Freia        | 2.0  | 2:08:08          | 25:46    | 2:33:54 |              |
| 7.      | Textier (I)          | Textier (II)                                   | Mamie        | ?    | 2:32:43          | 19:47    | 2:52:30 |              |
| 8.      | Lecointre            | b.d                                            | Alcyon       | 2.0  | 2:36:44          | 28:22    | 3:05:06 |              |